# Microcyba vilhenai
Microcyba vilhenai är en spindelart som beskrevs av Miller 1970. Microcyba vilhenai ingår i släktet Microcyba och familjen täckvävarspindlar.
Artens utbredningsområde är Kongo. Inga underarter finns listade i Catalogue of Life.